# Congreso de Esperanto de las Américas

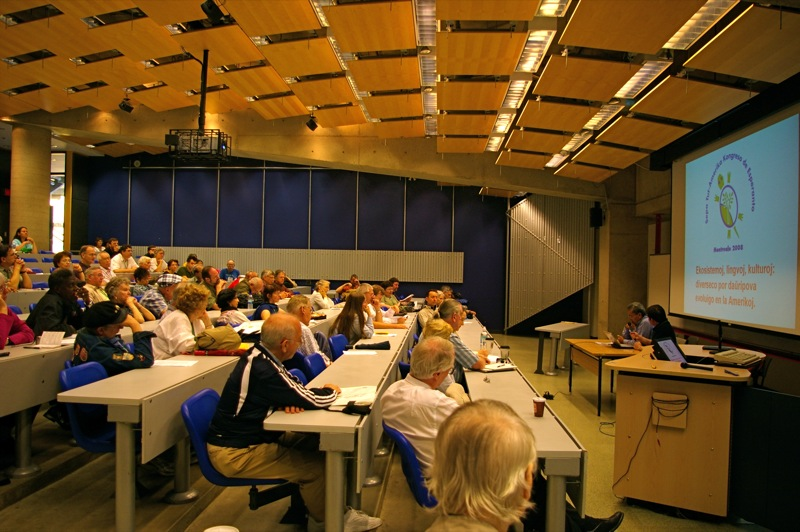
Diskutforumo.

El Congreso de Esperanto de las Américas (TAKE, Tut-Amerika Kongreso de Esperanto) comenzó como un encuentro irregular de esperantistas americanos, y desde el tercero, se da cada tres años, convocado por la Comisión Americana de UEA, y organizado por un Comité Local del Congreso (LKK, Loka Kongresa Komitato).
Tiene como objetivos fortalecer la solidaridad entre los esperantistas de América del norte, central y del sur, hacer progresar el movimiento y estudiar sus problemas. El congreso tiene la intención de contener un programa grande para que en él se reúnan diversos esperantistos, especialistas y no especialistas, que se interesan por dar a conocer diversos quehaceres propios, grupales y oficiales del movimiento esperantista en los diversos países del continente americano y de otras partes del mundo, que se relacionan de algún modo. Además de las partes de trabajo, el congreso contiene también muchos eventos educativos y distractivos, cuyo objetivo es educar a los participantes y dar a conocer el país anfitrión a los esperantistas.

## Los Congresos
1. 1978: Marília, Brasil
2. 1980: San Luis, Argentina
3. 1996: San José, Costa Rica; con el tema: "Actividad de las Américas"
4. 1999 Ene - Feb: Bogotá, Colombia; 76 inscritos de 22 países (participaron 63 personas de 12 países);
5. 2001 15-21 abr: Ciudad de México, México; 169 inscritos de 29 países y 4 continentes; con el tema "América: Un Continente, Diversas Historias"
6. 2004: Habana, Cuba; 178 participantes el 19 países. El tema del congreso fue: "¿Qué movimiento esperantista en América?"
7. 2008: Montreal, Canadá, del 12 al 18 de julio. El tema del congreso fue: "Ecosistemas, lenguas, culturas: diversidad para un desarrollo sostenible en las Américas"
8. 2011:  San Pablo, Brasil, del 9 al 14 de julio. Alrededor 400 participantes; el tema del congreso fue: "Un proceso de integración regional en el continente americano, el papel del esperanto".
9. 2018: La Habana, Cuba, 11-17 febrero. El tema del congreso fue: “Lenguas y cultura: educación para el desarrollo sostenible de las Américas."
10. 2023: Fortaleza, Brasil, 2-5 noviembre. El tema del congreso fue: "Derechos humanos, solidaridad y autodeterminación de los pueblos."